# Тракторные грабли
Тракторные грабли — сельскохозяйственная техника, предназначенная для агрегатирования с трактором. По способу агрегатирования бывают навесные, полунавесные и прицепные
Подразделяются на:
- поперечные — сгребают в валки в направлении поперечном направлению движения;
- продольные (боковые) — образуют валки вдоль направления движения, позволяют также проводить ворошение сена, переворачивание валков для просушки нижней стороны, объединение нескольких валков или раскидывание валков при промокании после дождей:

центробежные;
роторные;
колесно-пальцевые;
конвейерные.

## Роторные грабли
Роторные грабли самые дорогие. Они предназначены для ворошения и сгребания сена в валки.
Роторные грабли ГВР-6 предназначены для сгребания травы в валки, ворошения, оборачивания и разбрасывания валков.
Грабли состоят из двух роторов, двухколесного шасси, поперечины, тягово-сцепного устройства и валкообразующих щитков.
Ротор состоит из корпуса, зубчатой передачи и граблин, снабженных прутьями.
Во время работы роторы вращаются навстречу друг другу, граблины вращаются вместе с ротором и вокруг своей оси.
Ширина захвата граблей 6 м, рабочая скорость до 12 км/ч

## Колёсно-пальцевые грабли
Колёсно-пальцевые грабли ГВК-6 используют для ворошения травы, сгребания сена в валки, оборачивания валков. Рабочие органы граблей — пальцевые колёса. Они состоят из колец и ободов, закрепленных на спицах. К кольцу прикреплены пружинные зубья.
Колёса вращаются вследствие сцепления зубьев. Правая и левая секции соединены между собой сцепкой. Для сгребания сена в валок секции устанавливают под углом к направлению движения так, чтобы они сходились. Чтобы ворошить сено, секции устанавливают так, чтобы они расходились. Чтобы обернуть валок, используют одну секцию

## Поперечные грабли
Поперечные грабли предназначены только для сгребания сена в валки. Они самые дешевые. Валки, образованные поперечными граблями, располагаются поперек направления движения агрегата. Поперечные грабли ГП-14 снабжены стальными пружинными зубьями. Нижний конец сплющен и заострен, верхний изогнут в кольцо, при встрече с препятствием зуб сгибается.

## Колосоподъёмник
Колосоподъёмник или лифтер — приспособление к уборочным машинам в виде удлиненных прутковых пальцев или граблей, применяемое при уборке полегшего хлеба. Колосоподъёмник приподнимает полегшие растения и облегчает срезание хлеба, содействуя уменьшению потерь. Существуют различные конструкции колосоподъёмников. Колосоподъёмником называется также приспособление в молотилке и комбайну, по которому оторвавшиеся колосья поднимаются для вторичного пропуска через барабан.